# Список птахів Кокосових островів

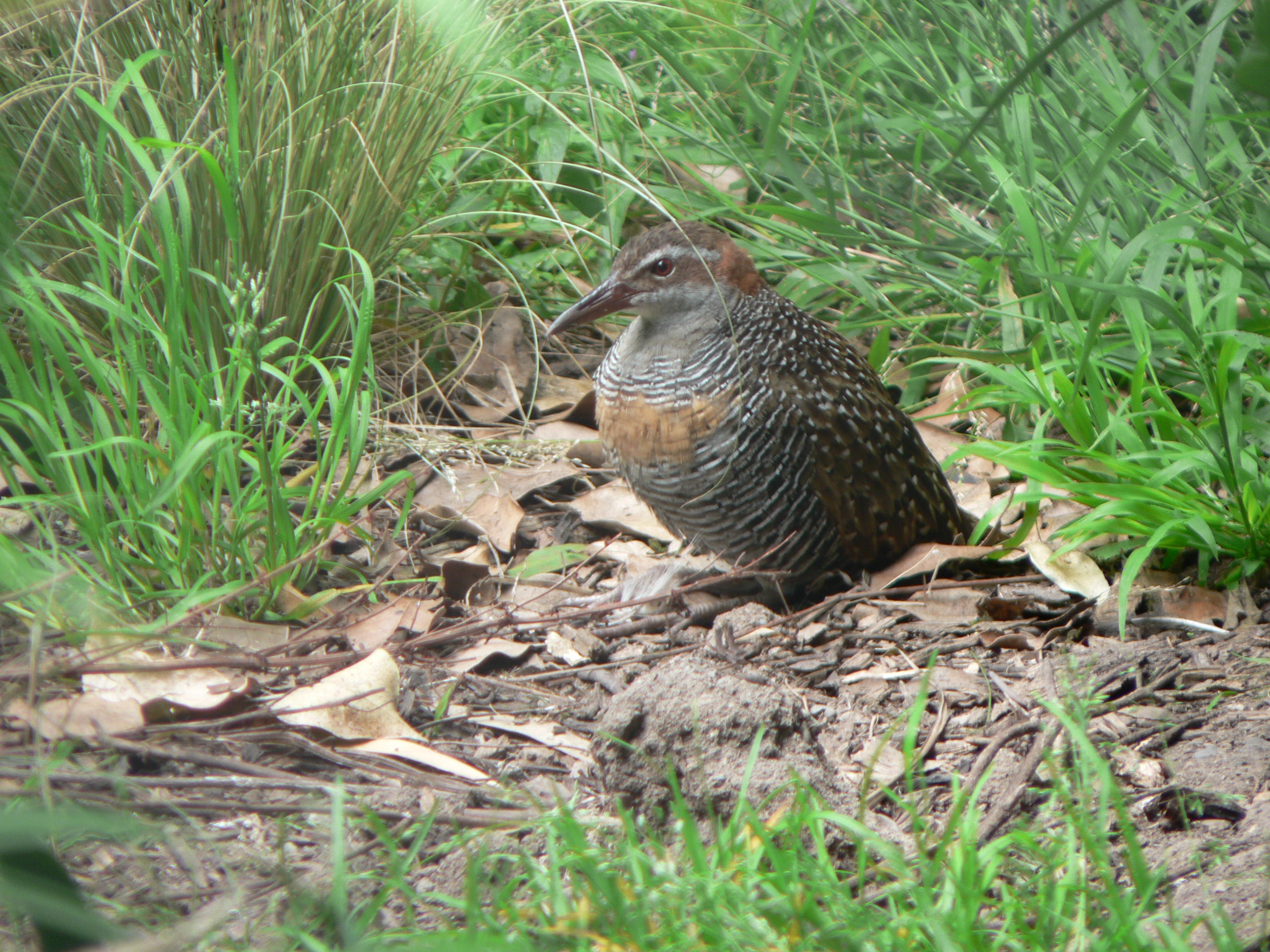
Ендемічний підвид смугастого пастушка (Hypotaenidia philippensis andrewsi)

Це перелік видів птахів, зафіксованих на території Кокосових островів. Авіфауна Кокосових островів налічує загалом 154 види, з яких 5 були інтродуковані людьми.

## Позначки
Наступні теги використані для виділення деяких категорій птахів.
- (А) Випадковий — вид, який рідко або випадково трапляється на Кокосових островах
- (I) Інтродукований — вид, завезений на Кокосові острови як наслідок, прямих чи непрямих людських дій

## Гусеподібні(Anseriformes)
Родина: Качкові (Anatidae)
- Чирянка велика, Spatula querquedula (A)
- Крижень австралійський, Anas superciliosa  (A)
- Шилохвіст північний, Anas acuta (A)
- Чирянка мала, Anas crecca (A)
- Чирянка світлогорла, Anas gracilis
- Чернь австралійська, Aythya australis  (A)

## Куроподібні(Galliformes)
Родина: Фазанові (Phasianidae)
- Курка банківська, Gallus gallus (I)
- Курка зелена, Gallus varius (I)

## Фламінгоподібні(Phoenicopteriformes)
Родина: Фламінгові (Phoenicopteridae)
- Фламінго рожевий, Phoenicopterus roseus (A)

## Голубоподібні(Columbiformes)
Родина: Голубові (Columbidae)
- Голуб сизий, Columba livia (I)
- Горлиця велика, Streptopelia orientalis (A)

## Зозулеподібні(Cuculiformes)
Родина: Зозулеві (Cuculidae)
- Зозуля каштановокрила, Clamator coromandus (A)
- Eudynamys scolopaceus (A)
- Дідрик рудохвостий, Chrysococcyx basalis
- Зозуля-дронго азійська, Surniculus lugubris (A)
- Зозуля велика, Hierococcyx sparverioides (A)
- Зозуля індокитайська, Hierococcyx nisicolor (A)
- Зозуля короткокрила, Cuculus micropterus (A)
- Зозуля глуха, Cuculus saturatus

## Серпокрильцеподібні(Apodiformes)
Родина: Серпокрильцеві (Apodidae)
- Колючохвіст білогорлий, Hirundapus caudacutus (A)
- Серпокрилець сибірський, Apus pacificus (A)

## Журавлеподібні(Gruiformes)
Родина: Пастушкові (Rallidae)
- Пастушок смугастий, Gallirallus philippensis
- Курочка водяна, Gallinula chloropus (A)
- Курочка рогата, Gallicrex cinerea (A)
- Багновик білогрудий, Amaurornis phoenicurus
- Погонич-крихітка, Zapornia pusilla (A)

## Сивкоподібні(Charadriiformes)
Родина: Чоботарові (Recurvirostridae)
- Кулик-довгоніг строкатий, Himantopus leucocephalus

Родина: Сивкові (Charadriidae)
- Сивка морська, Pluvialis squatarola (A)
- Сивка бурокрила, Pluvialis fulva
- Пісочник монгольський, Charadrius mongolus (A)
- Пісочник товстодзьобий, Charadrius leschenaultii (A)
- Пісочник каспійський, Charadrius asiaticus (A)
- Пісочник морський, Charadrius alexandrinus (A)
- Пісочник довгоногий, Charadrius veredus (A)

Родина: Баранцеві (Scolopacidae)
- Кульон середній, Numenius phaeopus (A)
- Кульон-крихітка, Numenius minutus (A)
- Кульон східний, Numenius madagascariensis (A)
- Кульон великий, Numenius arquata (A)
- Грицик малий, Limosa lapponica (A)
- Грицик великий, Limosa limosa (A)
- Крем'яшник звичайний, Arenaria interpres
- Побережник великий, Calidris tenuirostris (A)
- Побережник ісландський, Calidris canutus (A)
- Побережник болотяний, Calidris falcinellus
- Побережник гострохвостий, Calidris acuminata (A)
- Побережник червоногрудий, Calidris ferruginea (A)
- Побережник довгопалий, Calidris subminuta
- Побережник рудоголовий, Calidris ruficollis (A)
- Побережник білий, Calidris alba (A)
- Побережник малий, Calidris minuta (A)
- Побережник арктичний, Calidris melanotos
- Баранець азійський, Gallinago stenura (A)
- Мородунка, Xenus cinereus (A)
- Плавунець круглодзьобий, Phalaropus lobatus (A)
- Набережник палеарктичний, Actitis hypoleucos
- Коловодник попелястий, Tringa brevipes (A)
- Коловодник великий, Tringa nebularia (A)
- Коловодник болотяний, Tringa glareola
- Коловодник звичайний, Tringa totanus (A)

Родина: Дерихвостові (Glareolidae)
- Дерихвіст забайкальський, Glareola maldivarum (A)

Родина: Мартинові (Laridae)
- Мартин чорнокрилий, Larus fuscus (A)
- Крячок бурий, Anous stolidus
- Крячок тонкодзьобий, Anous tenuirostris (A)
- Крячок білий, Gygis alba
- Крячок строкатий, Onychoprion fuscatus
- Крячок бурокрилий, Onychoprion anaethetus (A)
- Крячок малий, Sternula albifrons
- Крячок мекранський, Sternula saundersi (A)
- Крячок чорнодзьобий, Gelochelidon nilotica
- Крячок білокрилий, Chlidonias leucopterus (A)
- Крячок білощокий, Chlidonias hybrida (A)
- Крячок річковий, Sterna hirundo (A)
- Крячок бенгальський, Thalasseus bengalensis
- Крячок жовтодзьобий, Thalasseus bergii (A)

## Фаетоноподібні(Phaethontiformes)
Родина: Фаетонові (Phaethontidae)
- Фаетон білохвостий, Phaethon lepturus
- Фаетон червонохвостий, Phaethon rubricauda

## Пінгвіноподібні(Sphenisciformes)
Родина: Пінгвінові (Spheniscidae)
- Пінгвін чубатий, Eudyptes chrysocome (A)

## Буревісникоподібні(Procellariiformes)
Родина: Альбатросові (Diomedeidae)
- Альбатрос індоокеанський, Thalassarche carteri

Родина: Океанникові (Oceanitidae)
- Океанник Вільсона, Oceanites oceanicus
- Фрегета чорночерева, Fregetta tropica

Родина: Буревісникові (Procellariidae)
- Тайфунник тринідадський, Pterodroma arminjoniana (A)
- Тайфунник реюньйонський, Pterodroma baraui (A)
- Бульверія тонкодзьоба, Bulweria bulwerii (A)
- Бульверія товстодзьоба, Bulweria fallax (A)
- Буревісник клинохвостий, Ardenna pacificus
- Буревісник реюньйонський, Puffinus bailloni (A)

## Сулоподібні(Suliformes)
Родина: Фрегатові (Fregatidae)
- Фрегат-арієль, Fregata ariel
- Фрегат малазійський, Fregata andrewsi (A)
- Фрегат тихоокеанський, Fregata minor

Родина: Сулові (Sulidae)
- Сула жовтодзьоба, Sula dactylatra
- Сула білочерева, Sula leucogaster
- Сула червононога, Sula sula

Родина: Бакланові (Phalacrocoracidae)
- Баклан строкатий, Microcarbo melanoleucos (A)
- Баклан індонезійський, Phalacrocorax sulcirostris (A)

## Пеліканоподібні(Pelecaniformes)
Родина: Чаплеві (Ardeidae)
- Бугайчик китайський, Ixobrychus sinensis (A)
- Бугайчик амурський, Ixobrychus eurhythmus  (A)
- Бугайчик рудий, Ixobrychus cinnamomeus (A)
- Бугайчик чорний, Ixobrychus flavicollis (A)
- Чепура велика, Ardea alba (A)
- Чепура середня, Ardea intermedia (A)
- Чепура австралійська, Egretta novaehollandiae (A)
- Чепура мала, Egretta garzetta (A)
- Чапля рифова, Egretta gularis
- Чепура тихоокеанська, Egretta sacra
- Чапля єгипетська, Bubulcus ibis (A)
- Чапля китайська, Ardeola bacchus
- Чапля яванська, Ardeola speciosa (A)
- Чапля мангрова, Butorides striata (A)
- Квак звичайний, Nycticorax nycticorax (A)
- Квак каледонський, Nycticorax caledonicus
- Квак малайський, Gorsachius melanolophus (A)

Родина: Ібісові (Threskiornithidae)
- Коровайка бура, Plegadis falcinellus (A)

## Яструбоподібні(Accipitriformes)
Родина: Скопові (Pandionidae)
- Скопа, Pandion haliaetus

Родина: Яструбові (Accipitridae)
- Осоїд чубатий, Pernis ptilorhynchus (A)
- Circus approximans (A)
- Яструб китайський, Accipiter soloensis (A)
- Яструб японський, Accipiter gularis (A)

## Совоподібні(Strigiformes)
Родина: Совові (Strigidae)
- Пугач-рибоїд малазійський, Ketupa ketupu (A)

## Сиворакшоподібні(Coraciiformes)
Родина: Рибалочкові (Alcedinidae)
- Рибалочка блакитний, Alcedo atthis (A)
- Альціон білошиїй, Todiamphus chloris

Родина: Бджолоїдкові (Meropidae)
- Бджолоїдка райдужна, Merops ornatus (A)

Родина: Сиворакшові (Coraciidae)
- Сиворакша євразійська, Coracias garrulus (A)
- Широкорот східний, Eurystomus orientalis (A)

## Соколоподібні(Falconiformes)
Родина: Соколові (Falconidae)
- Боривітер австралійський, Falco cenchroides (A)
- Кібчик амурський, Falco amurensis (A)
- Підсоколик великий, Falco subbuteo (A)
- Сокіл бурий, Falco berigora
- Сапсан, Falco peregrinus

## Горобцеподібні(Passeriformes)
Родина: Дронгові (Dicruridae)
- Дронго великодзьобий, Dicrurus annectens (A)

Родина: Сорокопудові (Laniidae)
- Сорокопуд тигровий, Lanius tigrinus (A)
- Сорокопуд сибірський, Lanius cristatus (A)

Родина: Ластівкові (Hirundinidae)
- Ластівка сільська, Hirundo rustica
- Ясківка лісова, Petrochelidon nigricans
- Ластівка азійська, Delichon dasypus (A)

Родина: Вівчарикові (Phylloscopidae)
- Вівчарик бурий, Phylloscopus fuscatus (A)
- Вівчарик шелюговий, Phylloscopus borealis (A)

Родина: Окулярникові (Zosteropidae)
- Окулярник світлолобий, Zosterops natalis (I)

Родина: Шпакові (Sturnidae)
- Шпак рожевий, Pastor roseus (A)
- Шпак даурський, Agropsar sturninus (A)

Родина: Дроздові (Turdidae)
- Квічаль сибірський, Geokichla sibirica (A)
- Дрізд вузькобровий, Turdus obscurus (A)

Родина: Мухоловкові (Muscicapidae)
- Мухоловка далекосхідна, Muscicapa griseisticta (A)
- Мухоловка сибірська, Muscicapa sibirica (A)
- Мухоловка бура, Muscicapa dauurica (A)
- Мухоловка синя, Cyanoptila cyanomelana (A)
- Мухоловка жовтоспинна, Ficedula narcissina (A)
- Мухоловка тайгова, Ficedula mugimaki (A)
- Скеляр синій, Monticola solitarius (A)

Родина: Астрильдові (Estrildidae)
- Рисівка яванська, Padda oryzivora (I)

Родина: Плискові (Motacillidae)
- Плиска гірська, Motacilla cinerea (A)
- Плиска аляскинська, Motacilla tschutschensis (A)
- Плиска біла, Motacilla alba (A)
- Щеврик червоногрудий, Anthus cervinus (A)

Родина: Вівсянкові (Emberizidae)
- Вівсянка лучна, Emberiza aureola (A)